# Omar Turro
Omar Turro es un deportista cubano que compitió en atletismo adaptado. Ganó tres medallas en los Juegos Paralímpicos de Barcelona 1992.

## Palmarés internacional
| Juegos Paralímpicos | Juegos Paralímpicos | Juegos Paralímpicos | Juegos Paralímpicos |
| Año                 | Lugar               | Medalla             | Prueba              |
| ------------------- | ------------------- | ------------------- | ------------------- |
| 1992                | Barcelona (España)  | Medalla de oro      | 400 m B2            |
| 1992                | Barcelona (España)  | Medalla de plata    | 100 m B2            |
| 1992                | Barcelona (España)  | Medalla de bronce   | 200 m B2            |